# Cristian Higuita
Cristian Higuita est un footballeur colombien né le 12 janvier 1994 à Cali. Il joue au poste de milieu de terrain.

## Biographie
En janvier 2015, l'Orlando City SC achète au Deportivo Cali les droits sur Higuita et son coéquipier Carlos Rivas pour 1,5 million de dollars.